# Johann Gerhard Arnold
Johann Gerhard Arnold (* 17. August 1637 in Friedberg; † 7. März 1717 in Frankfurt am Main) war ein deutscher Historiker, Konsistorialrat und Gymnasialrektor.

## Leben
Arnold war der Sohn eines Bäckers in Friedberg. Er studierte ab 1657 an der Universität Straßburg und wurde 1663 Hofmeister der Töchter des Grafen zu Rappoltstein im Elsaß. 1668 wurde er Konrektor und Inspektor am Gymnasium illustre zu Durlach, 1684 Rektor und markgräflich Baden-Durlachischer Konsistorialrat.
Im Zuge des Pfälzischen Erbfolgekrieges und der Zerstörung Durlachs verlor er sein Vermögen und musste das Land verlassen. Am 3. Januar 1690 berief ihn der Rat der Stadt Frankfurt am Main zum Prorektor des städtischen Gymnasiums und bestimmte am 23. April 1691, dass er dem Rektor Georg Grabow gleichgestellt werden solle. Nachdem Grabow am 8. Oktober 1691 nach Leipzig zog, blieb Arnold alleiniger Rektor und amtierte bis zu seiner Versetzung in den Ruhestand 1716. Er starb am 7. März 1717 im 80. Lebensjahr in Frankfurt.

## Werke (Auswahl)
- Tullus Hostilius tertius Romanorum rex, dissertatione historico-politica descriptus, Durlach 1670
- Exercitatio historico-politica de donatione Constantini Magni, quae Sylvestro I. Pont. Rom. facta esse dicitur, Durlach 1672
- Tabulae de philosophiae in genere, Frankfurt am Main 1697